# Motya chirica
Motya chirica är en fjärilsart som beskrevs av William Schaus 1906. Motya chirica ingår i släktet Motya och familjen trågspinnare. Inga underarter finns listade i Catalogue of Life.